# Diclidurus isabella
Diclidurus isabella é uma espécie de morcego da família Emballonuridae. Pode ser encontrada na região amazônica do Brasil, Venezuela e Guiana.